# Pero dichomensis
Pero dichomensis är en fjärilsart som beskrevs av Louis Beethoven Prout 1933. Pero dichomensis ingår i släktet Pero och familjen mätare. Inga underarter finns listade i Catalogue of Life.